# Ведрашко, Константин Иванович
Ведрашко Константин Иванович (1896, Молдова — 15 декабря 1941, неизвестно) — российский и советский военный. Участник 1-й мировой войны, Гражданской войны, Великой Отечественной войны.  Кавалер ордена Красного Знамени РСФСР. Командир взвода

## Биография
Родился в 1896 году на территории нынешней Молдавии. По архивным данным, дата рождения: 22.07.1896, Место рождения: Бессарабская губерния, Кишиневский уезд.
Получил среднее образование. Участник 1-й мировой войны.
В 1917 году вступил в отряд Красной гвардии. Участник Гражданской войны с августа 1918 года в составе отряда Г. И. Котовского. В январе 1920 года принимал активное участие в формировании кавалерийской бригады Г. И. Котовского в селе Лозоватка на Криворожье. Командир взвода 2 эскадрона 1 кавалерийского полка отдельной кавалерийской бригады Г. И. Котовского (Г. И. Котовский. Документы и материалы.. С.518). 
В боях проявил мужество и героизм. Затем служил в составе 3-й кавалерийской дивизии.
Участник Великой Отечественной войны с июля 1941 года.
Погиб в бою 15 декабря 1941 года.

## Награды
- Орден Красного Знамени РСФСР[2].

Комвзвода 2 эскадрона того же полка т. Ведрашко Константин Иванович, за его беспредельную преданность рабоче-крестьянскому правительству и геройские подвиги, совершенные против врагов отечества вообще и на петлюровском фронте под Черновцами в частности, когда т. Ведрашко, несмотря на ранение, под натиском противника, продолжал уносить за собой взятые им в плен 2 пулемета Г. И. Котовский. Документы и материалы.. С.378-379). 
- Почётная грамота ЦИК Союза ССР (17 мая 1935) (газета «Красная Звезда», орган Народного Комиссариата Обороны Союза ССР, № 113 (3058) от 18 мая 1935 г.; Г. И. Котовский. Документы и материалы.. С.518).